# Bheri
Die Bheri ist ein linker Nebenfluss der Karnali in Nepal.
Die Bheri und ihre Quellflüsse Thuli Bheri (rechts, „Große Bheri“) und Sani Bheri (links, „Kleine Bheri“) entwässern den nordwestlichen bzw. südwestlichen Teil des Dhaulagiri-Himal-Gebirgsmassivs. Die Bheri durchfließt die nach ihr benannte Verwaltungszone Bheri in überwiegend westlicher Richtung. Sie mündet schließlich 15 km oberhalb von Chisapani in die Karnali. Die Bheri hat eine Länge von 264 km. Ihr Einzugsgebiet umfasst 13.870 km². Ein wichtiger Zufluss ist die Uttar Ganga, ein linker Nebenfluss der Sani Bheri.
Es gibt Planungen, 65 km oberhalb der Mündung einen Teil des Wassers zum Babai abzuleiten.